# Déborah Anthonioz
Déborah Anthonioz (Thonon-les-Bains, 29 augustus 1978) is een Franse snowboardster. Ze vertegenwoordigde haar vaderland op de Olympische Winterspelen 2006 (Turijn), op de Olympische Winterspelen 2010 (Vancouver) en op de Olympische Winterspelen 2014 (Sotsji).

## Carrière
Bij haar wereldbekerdebuut, in november 1996 in Tignes, scoorde Anthonioz direct haar eerste wereldbekerpunten. Drie maanden later behaalde ze in Olang haar eerste toptienklassering. In januari 1998 kwam de Française voor de laatste maal in actie op de reuzenslalom.
Na drieënhalf jaar afwezigheid maakte ze in november 2001 in Tignes haar rentree, ditmaal op de snowboardcross. In januari 2002 boekte Anthonioz in Kreischberg haar eerste wereldbekerzege. Op de FIS wereldkampioenschappen snowboarden 2003 in Kreischberg eindigde de Française als zesde op de snowboardcross. Twee jaar later nam Anthonioz deel aan de FIS wereldkampioenschappen snowboarden 2005 in Whistler, op dit toernooi eindigde ze als achtste op de snowboardcross. Tijdens de Olympische Winterspelen van 2006 in Turijn eindigde de Française als tiende op de snowboardcross.
In Arosa nam Anthonioz deel aan de FIS wereldkampioenschappen snowboarden 2007, op dit toernooi eindigde ze als elfde op de snowboardcross. Op de FIS wereldkampioenschappen snowboarden 2009 in Gangwon eindigde de Française als twaalfde op de snowboardcross. Tijdens de Olympische Winterspelen van 2010 in Vancouver veroverde Anthonioz de zilveren medaille op het onderdeel snowboardcross.
In La Molina nam de Française deel aan de FIS wereldkampioenschappen snowboarden 2011, op dit toernooi eindigde ze als dertiende op de snowboardcross. Op de FIS wereldkampioenschappen snowboarden 2013 in Stoneham eindigde ze als elfde op de snowboardcross.

## Resultaten

### Olympische Spelen
| Jaar | Plaats    | Resultaten         |
| ---- | --------- | ------------------ |
| 2006 | Turijn    | 10e Snowboardcross |
| 2010 | Vancouver | Snowboardcross     |
| 2014 | Sotsji    | Q Snowboardcross   |

### Wereldkampioenschappen
| Jaar | Plaats      | Resultaten         |
| ---- | ----------- | ------------------ |
| 2003 | Kreischberg | 8e Snowboardcross  |
| 2005 | Whistler    | 6e Snowboardcross  |
| 2007 | Arosa       | 11e Snowboardcross |
| 2009 | Gangwon     | 12e Snowboardcross |
| 2011 | La Molina   | 13e Snowboardcross |
| 2013 | Stoneham    | 11e Snowboardcross |

### Wereldbeker
Eindklasseringen
| Seizoen   | Algm | SBX    | RS  |
| --------- | ---- | ------ | --- |
| 1996/1997 | 73e  | –      | 23e |
| 1997/1998 | 96e  | –      | 34e |
| 2001/2002 | –    | 4e     | –   |
| 2002/2003 | –    | Brons  | –   |
| 2003/2004 | –    | 16e    | –   |
| 2004/2005 | –    | Zilver | –   |
| 2005/2006 | 23e  | 10e    | –   |
| 2006/2007 | 37e  | 8e     | –   |
| 2007/2008 | 83e  | 26e    | –   |
| 2008/2009 | 21e  | 9e     | –   |
| 2009/2010 | 36e  | 10e    | –   |
| 2010/2011 | 11e  | 4e     | –   |
| 2011/2012 | –    | 7e     | –   |

Wereldbekerzeges
| Datum             | Plaats                  | Onderdeel      |
| ----------------- | ----------------------- | -------------- |
| 26 januari 2002   | Kreischberg             | Snowboardcross |
| 5 februari 2003   | Bad Gastein             | Snowboardcross |
| 14 december 2004  | Hermagor-Pressegger See | Snowboardcross |
| 18 september 2005 | Valle Nevado            | Snowboardcross |